# Zinkenkopf
Der Zinkenkopf, österreichischerseits Zinkenkogel, örtlich Zinken, ist ein Berg  an der deutsch-österreichischen Grenze, zwischen der „Beckenlandschaft“ des Berchtesgadener Kessels bzw. der geomorphologischen Einheit Berchtesgadener Talkessel  in Bayern und dem Halleiner Becken im Land Salzburg in den östlichsten Berchtesgadener Alpen.

## Lage und Landschaft
Der Zinkenkopf ist der nördliche Vorgipfel des Roßfelds, eines nordstreifenden Nebengrates des Göllmassivs, der Salzach und Berchtesgadener Ache trennt.
Er ist der Hausberg der Stadt Hallein und des Dorfes Bad Dürrnberg wie auch des Berchtesgadener Ortsteils Oberau, erhebt sich im Salzachtal eher unscheinbar im Kamm, von der Stadt Salzburg als Vorklapf des Gölls, stellt sich aber in der wuchtigen Bergumrahmung des Berchtesgadener Talkessels als kleine, doch markante pyramidenförmige Spitze dar.

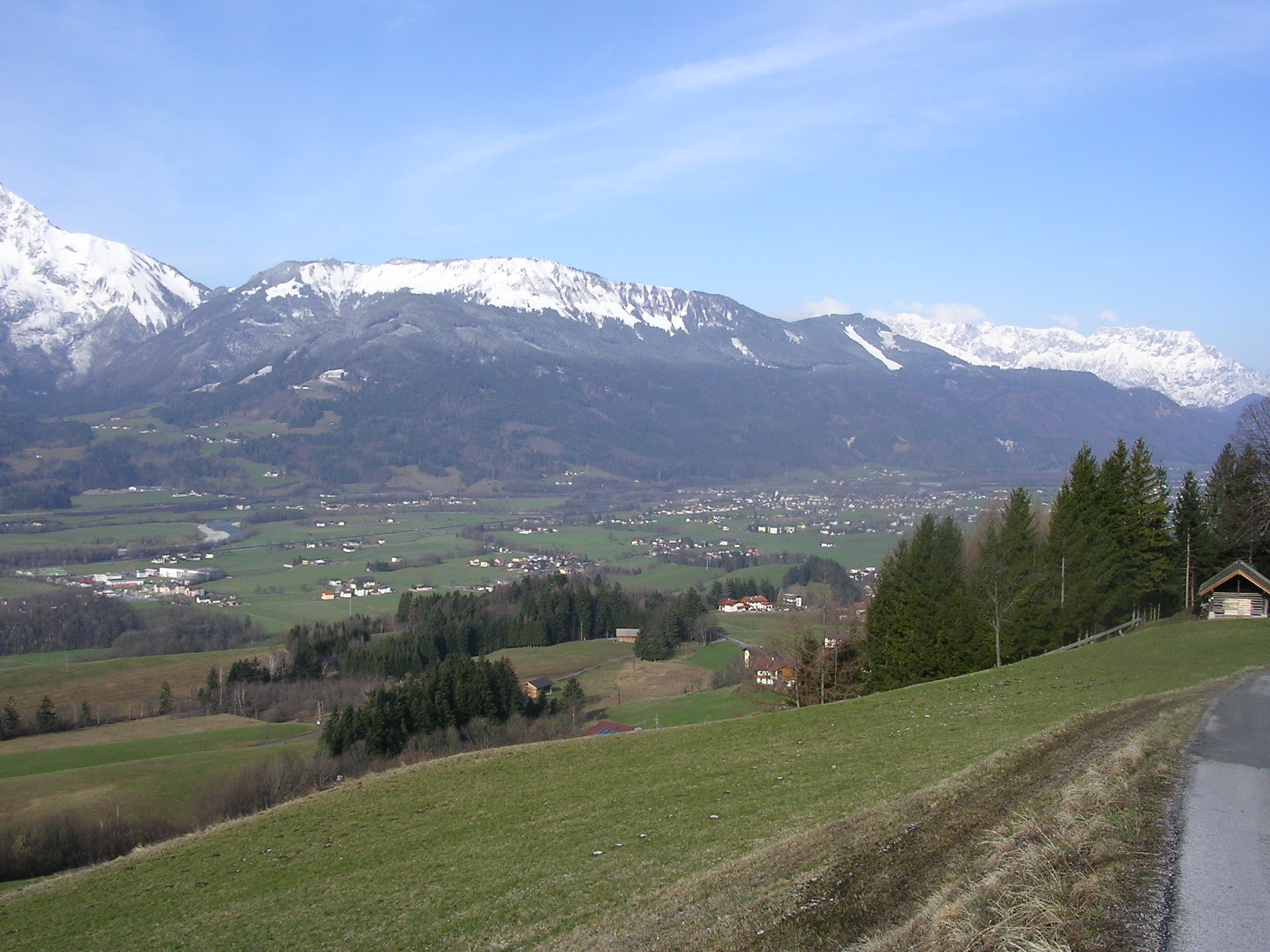
Salzachtaler Seite: Roßfeld – Zinkenkopf (rechter Nebengipfel; links Göll, rechts Untersberg)
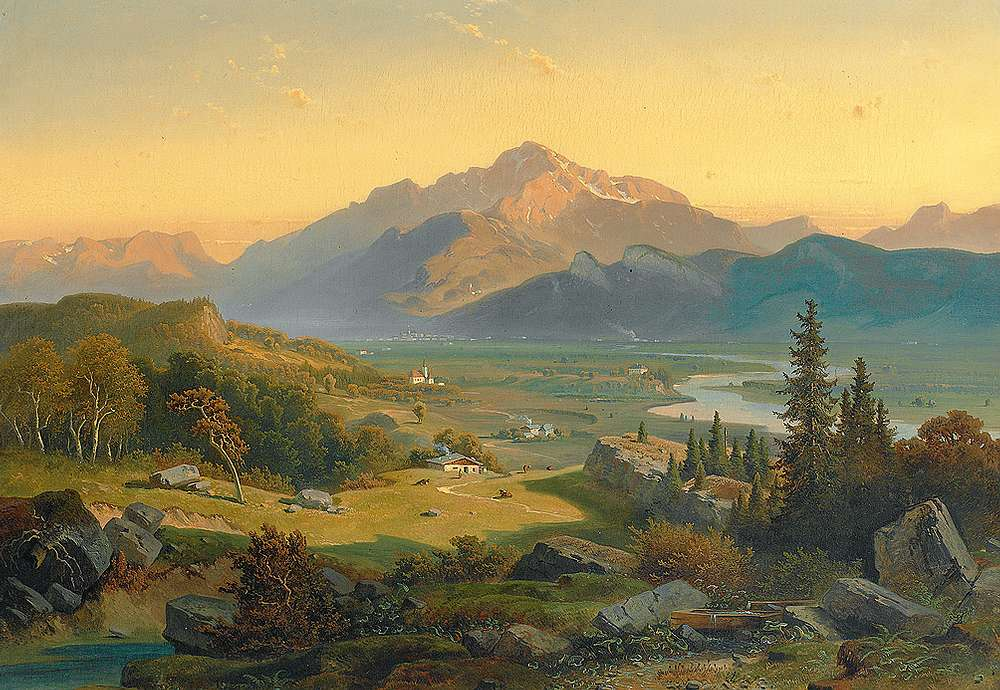
Josef Mayburger: Abendliche sommerliche Landschaft im Salzachtal, 19. Jh. (über Schloss Urstein)

## Geologie
Der Berg liegt am Rande einer wohluntersuchten geologischen Sonderzone der Nördlichen Kalkalpen. Der Gipfel bildet sich aus Oberalmer Schichten, einem tonigen Kalkgestein aus der Wende Jura/Kreide (Kimmeridge bis Tithon/Berrias, um 150–145 Mio. Jahre/mya alt), die östliche Flanke aus sandigem Mergel aus hornblendereichen Quarzsandsteinen des Obervalendis bis Unterhauterive (um 134 mya) der Unterkreide, die zu den Unteren Roßfeld-Schichten gehört. Es handelt sich um pelagische, gutgebankte und fossilreiche Sedimente des Tirolikums der Kalkalpen, die insbesondere links und rechts der Salzach hier in Art einer Deckscholle freiliegen.

Nördlich stehen die viel älteren triassischen Hallstätter und Reichenhaller Formationen (200–230 mya) an, die den Dürrnberg mit dem Halleiner Salzberg hervorbringen.

## Erschließung

### Schigebiet und Sommerrodelbahn
Der Berg ist ein kleines Schigebiet, das grenzübergreifend an seinem Nordhang liegt. Das Familienschigebiet kann im Bedarfsfall auch künstlich beschneit werden. 
Talort ist die Ansiedlung Gmerk. Vier der Zinkenlifte, mit der etwa 1 km langen Zinken-Doppelsesselbahn, dem Oberen Zinkenlift am Berg, und Dürrnberg-Schlepplift wie auch einem Schischullift am Bergfuß liegen österreichischerseits, der kleine Rottenlift bayerischerseits. Die Betreiberfirma Zinkenlifte Bad Dürrnberg gemeinnützige Ges.m.b.H. ist in Besitz der Stadtgemeinde Hallein.
Das Gebiet wurde in den letzten Jahren ausgebaut, mit einem Snowpark im Gipfelbereich,
wichtigste Investition war die 2,2 km lange Sommerrodelbahn Keltenblitz, 
die, seit August 2000 in Betrieb und längste des Landes Salzburg, nun auch die Sommersaison nutzbar macht.
In der Bergstation (Zinkenstüberl) ist ein kleines Berg- und Skimuseum eingerichtet. 
Das Gebiet ist sowohl von Hallein (Linie 41 der Postbus im Regionalverband Tennengau, ab Bahnhof) wie auch von Berchtesgaden (RVO-Pendelbus) mit öffentlichen Verkehrsmitteln erreichbar.
Es bildet auch einen Verbund mit den Roßfeld-Liften (bei Berchtesgaden-Obersalzberg), einschließlich der mautpflichtigen Rossfeldpanoramastraße,
aber auch der Schiregion Dachstein West (Salzburger Super Ski Card).

### Sendeanlage
Nahe dem Gipfel steht auch der Sender Hallein-Zinkenkogel, der – das Funkloch des Gaisbergs schließend – den südlichen Flachgau, den Salzachtennengau und das östliche Berchtesgadener Land erfasst.

## Panorama
| vergrößern und Informationen zum Bild anzeigenGöll–Roßfeld–Zinken–Dürrnberg-Zug, vom Trattberg | vergrößern und Informationen zum Bild anzeigenBerchtesgadener Talkessel, links Untersberg, rechts Göll mit Kehlstein, links hinterhalb davon der Zinken |

## Nachweise
- Zinkenkogel. In: Salzburger Nachrichten: Salzburgwiki.

1. 1 2  Zinkenkopf in der DTK50 (BayernAtlas), Zinkenkogel in der ÖK50 (der Onlinedienst AMAP blendet aber schon die DTK50 jenseits der Grenze ein), Zinken im Kontext des Schigebiets
Zinken ist ein Zahn, eine deutliche Spitze, Kogel – im Salzburgischen – ein rundlicher Gipfel, ein Kopf ragt deutlich über einen Grat: Daher die unterschiedlichen ost- und westseitigen Benennungen (vergl. Bergname)
2. 1 2  Bundesamt für Naturschutz: Landschaftssteckbrief – 1600 Berchtesgadener Alpen, Letzte Änderung: 1. März 2012, online unter bfn.de
3. ↑  Zu „geomorphologische Einheit Berchtesgadener Talkessel“ siehe Planungsbüro Steinert, Landschafts + Ortsplanung (D-83236 Übersee): Markt Berchtesgaden – Flächennutzungsplan mit Landschaftsplanung, Kapitel: 2.6 Schutzgut Landschaft; Umweltberichte vom 6. März 2014 bis 6. März 2016, PDF-Datei S. 16 von 48 Seiten; zudem mehrfache Nutzung der Begriffe „Talkessel“ und „Talkesselgemeinden“ ab S. 3, online unter gemeinde.berchtesgaden.de
4. ↑  Zinkenlifte Bad Dürrnberg. In: Salzburger Nachrichten: Salzburgwiki.
5. ↑   Erneutes Kopfzerbrechen über Halleins Zinkenlifte. In: meinbezirk.at, Bezirksblatt Tennengau, 22. Dezember 2016, abgerufen am 23. Januar 2017.
6. ↑  Impressum, duerrnberg.at
7. ↑  Rettungspläne und Investitionspaket für Skigebiete. In: Salzburger Nachrichten. 4. Dezember 2010.
8. ↑  Sommerrodelbahn "Keltenblitz", duerrnberg.at
9. ↑  Birgitta Schörghofer: Halleiner Seilbahn vor Verkauf. In: Salzburger Nachrichten. 19. April 2001, lokal.
10. ↑  Kombikarte Zinkenlifte, Rossfeld, Maut u. RVO, duerrnberg.at
11. ↑  Salzburg Super Ski Card, salzburgerland.com